# Музей ван Аббе
Музей ван Аббе (нидерл. Van Abbemuseum) — музей модернизма и современного искусства в центре Эйндховена (Нидерланды), на восточном берегу реки Доммел. Основанный в 1936 году он носит имя своего основателя Хенри ван Аббе, любителя современного искусства, желавшего подарить его Эйндховену. По состоянию на 2010 год в коллекции музея находилось более 2700 произведений искусства, из которых около 1000 были выполнены на бумаге, 700 картин, а 1000 — скульптуры, художественные инсталляции и видеоработы.
Музей располагает площадью в 9 825 м² и одной из самых больших в мире коллекций Лазаря Лисицкого. Среди прочего в собрании музея также представлены работы Пабло Пикассо и Василия Кандинского.
Библиотека музея обладает крупнейшей в Европе коллекция русской книги художника и русских литографированных изданий 1930-х годов — фонд "LS collection", собранная и переданная в дар коллекционерами Альбертом Лемменсом и Сержем Стоммелсом.

## История
Первоначальная коллекция музея была приобретена городским советом Эйндховена в 1934 году по соглашению с Хенри ван Аббе, частным коллекционером и местным производителем сигар. В ответ на покупку части его коллекции фабрика Ван Аббе профинансировала строительство здание музея, которое открылось в 1936 году. Оно было возведено по проекту архитектора Александра Крофоллера и представляет собой в плане симметричный набор галерей в традиционалистском стиле. Музей в публикациях примерно до 1990 года именовался как «Stedelijk Van Abbemuseum», после чего получил своё нынешнее название.
Поскольку здание перестало отвечать современным требованиям, поэтому была возведена новая пристройка, включая 27-метровую башню, спроектировано Абелем Каэном. Она была открыта в 2003 году в присутствии королевы Беатрикс.
Музей посетили 96 750 человек в 2011 году, и 98 100 — в 2012 году.

## Коллекция
Первоначальная коллекция музея включала работы Яна Слёйтерса, Карела Виллинка и Исаака Исраэлса среди других, преимущественно нидерландских и бельгийских современных работ. Музей также приобрёл другие произведения искусства у своего основателя Хенри ван Аббе до его смерти в 1940 году.
Коллекция музея наиболее активно развивалась под руководством Эди де Вильде и Руди Фукса. В то время как Эди де Вильде покупал классические модернистские работы Пикассо и других художников, Фукс приобретал произведения художников своего поколения, в частности концептуальные работы из американской и немецкой живописи.
Нынешний директор Чарльз Эше расширил географию представленного в музее искусстве, концентрируясь на покупке произведений художников из Центральной и Восточной Европы, включая Недко Солакова, Младена Стилиновича, Вильгельма Сасналя, Артура Змиевского, а также видеоработы израильского художника Яэля Бартаны.
К более поздним приобретениям относятся произведения Пабло Пикассо, Василия Кандинского и Пита Мондриана. Музей также всемирно известен тем, что имеет одну из крупнейших коллекций работ Лазаря Лисицкого.
Библиотечный фонд музея обладает уникальным по объёму и качеству собранием русской книги художника XX-XXI вв, в числе представленных авторов: Андрей Чежин, Василий Власов, Юрий Гордон, Игорь Иогансон, Михаил Карасик, Виктор Лукин, Валерий Корчагин, Михаил Молочников, Алексей Парыгин, Павел Пепперштейн, Михаил Погарский, Виктор Ремишевский, Илья Кабаков, Григорий Кацнельсон,  Андрей Суздалев, Евгений Стрелков, Леонид Тишков, Кира Матиссен, Сергей Якунин, Пётр Перевезенцев, Франсиско Инфанте-Арана.
В музее также хранится коллекция постеров ситуациониста Жаклин де Йонг, сделанных её в Париже в мае 1968 года.